# Скурьят, Эдий
Э́дий Ску́рьят (латыш. Edijs Skurjats; род. 15 апреля 1994, Рига) — латвийский футболист, нападающий, в данный момент являющийся свободным агентом.
Свою футбольную карьеру Эдий Скурьят начал в клубе «Гулбене», за который он был заявлен в начале 2012 года. А 27 июня того же года он дебютировал в Высшей лиге Латвии, выйдя на поле в стартовом составе в матче 16-го тура между «Гулбене» и лиепайским «Металлургом» (1:1).